# Лакшминараяна Субраманиам
Лакшминараяна Субраманиам (англ. Lakshminarayana Subramaniam, род. 23 июля 1947, Мадрас) — индийский скрипач, композитор, аранжировщик, дирижёр, мультиинструменталист и педагог. Женат на закадровой исполнительнице Кавите Кришнамурти.

## Биография
Родился в семье музыкантов тамильского происхождения, чьё благотворное влияние предопределило его дальнейшую судьбу. Отец В. Лакшминараяна — знаменитый музыкант, педагог, представитель южной традиции индийской классической музыки (Карнатака); мать Ситалакшми — играла на вине — национальном музыкальном инструменте; два младших брата Л. Вайдьянатхан и Л. Шанкар — также скрипачи.
Кроме обязательного в семье музыкального получил ещё образование в Медицинском колледже Мадраса, в связи с чем его нередко называют «доктор Субраманиам», а также приобрёл степень магистра западной классической музыки в Калифорнийском институте искусств. Впоследствии оставил медицинскую карьеру и полностью посвятил себя музыке, создал трио с двумя своими братьями, с которыми стал выступать с концертами в Индии.
Начиная с 1973 года, создал свыше 200 работ, выпустил несколько альбомов — сольно и в сотрудничестве с такими музыкантами, как Иегуди Менухин, Стефан Граппелли, Руджеро Риччи, Жан Пьер Рампаль, Херби Хэнкок, Джо Сэмпл, Жан-Люк Понти, Стэнли Кларк, Ларри Корьелл и многими другими. Был автором балетов, оркестровых произведений, саундтреков к голливудским фильмам, написал книги о музыке.
Американский скрипач Иегуди Менухин говорил о нём:
Ничто так не вдохновляет, как музыка моего великого коллеги Субраманиама. Я не перестаю удивляться, всякий раз слушая его.
За своё исполнительское мастерство и признанный вклад в развитие музыки был удостоен множества наград и премий. Субраманиам стал основоположником интеллектуального исследования в области синтеза американского джаза, рока, европейской классической и южно-индийской музыки.
В 1987 году советская фирма «Мелодия» по лицензии Victor Musical Industries Inc (Япония) выпустила в СССР альбом дуэта Л. Субраманиама и Стефана Граппелли — «Беседы» (С60 25701 007). Годом позже вышел второй виниловый альбом Субраманиама с записями произведений композиторов Южной Индии (С80 27223 003).
А в 1990 году «Мелодия» выпустила альбом «Лакшминараяна Субраманиам — „Время должно измениться“ (Джазовые встречи в Москве)», (С60 29437-8, Л. Субраманиам, музыка, скрипка. Запись 1988 г.). В записи этого альбома приняли участие многие видные советские музыканты (Николай Левиновский, Юрий Генбачев, Марк Пекарский и др.). В 1999 и 2007 годах альбом был переиздан на компакт-дисках.

## Дискография
- Garland (1978) (L. Subramaniam featuring Svend Asmussen)
- Fantasy without Limits (1980)
- The Virtuoso Violin Of South India: Subramaniam (1981 Licenced by MAI,Oslo,Norway/Lyrichord Disc Inc.)
- Blossom (1981) With Herbie Hancock and Larry Coryell (Crusader/MCA Records)
- Spanish Wave (1983 and 1991, Milestone Records)
- The Irresistable Dr L. Subramanium (Oriental Records)
- Indian Classcial Masters: Three Ragas for Solo Violin (1991 and 1992, Nimbus Records)
- Kalyani (1996, Water Lily Acoustics)
- Raga Hemavathi (Nimbus Records)
- Distant Visions
- Pacific Rendezvous (1996, Manu)
- Indian Express / Mani & Co. featuring Maynard Ferguson (1999, Milestone)
- Global Fusion (1999, Elektra Records)
- Electric Modes Volumes 1 & 2 (Water Lily Acoustics)

### В сотрудничестве с другими музыкантами
- L. Subramaniam with Stéphane Grappelli: Conversations (1984, Milestone)
- L. Subramaniam and Yehudi Menhuin: L. Subramaniam and Yehudi Menhuin in New York
- L. Subramaniam and Larry Coryell: From the Ashes (1999, Water Lily Acoustics)
- L. Subramaniam and Ali Akbar Khan: Duet (1996, Delos Records)
- L. Subramaniam with Yehudi Menhuin and Stéphane Grappelli: All the Worlds Violins (1993)
- Lakshminarayana Global Music Festival (Double CD) (Sony Music)
- L. Subramaniam with Karsten Vogel : Meetings (2007, Calibrated)

### Концертные альбомы
- L. Subramaniam: Live in Moscow (1988 and 2000, BMG / Viji Records)
- L. Subramaniam en Concert (1995, Ocora)
- L. Subramaniam: Live in France
- L. Subramaniam: Live in Geneva